# 劉易斯·庫克
劉易斯·約翰·曲克（英語：Lewis John Cook；1997年2月3日—）是一名英格蘭足球員 ，司職中場，主要擔任防守中場，亦可勝任進攻正中場，現效力於英冠球會伯恩茅斯。

## 榮譽
英格蘭U17
- 歐洲U-17足球錦標賽冠軍（1）：2014年；

個人
- 英格蘭足球聯賽頒獎禮年度最佳學徒球員：2014/15年[3]；
- 列斯聯年度最佳青年球員：2014/15年；

## 外部連結
- 列斯聯球員簡歷 （页面存档备份，存于）
- 足球数据库：劉易斯·曲克的球员统计数据